# Sve najbolje (Jura Stublić i Film)
Sve najbolje treći je kompilacijski album zagrebačke rock skupine Film (Jura Stublić i Film), kojeg 2001. godine objavljuje diskografska kuća Croatia Records.
Kompilacija sadrži 21 skladbu, a sastoji se od starih uspješnica, pet novih snimki "Ana Nirvana", "Dijete ulice", "Kad si mlad", "Pjevajmo do zore", do tada ne objavljenu "Moderna djevojka" i obrada starog hita "Na morskome plavom žalu". Na materijalu su između brojnih glazbenika, sudjelovali i stari članovi skupine Film.

## Popis pjesama
1. "Kad si mlad"	2:38
2. "Ana Nirvana"	3:19
3. "Chicago"	4:43
4. "Lijepo, lijepo, neopisivo" 2:48
5. "Pjevajmo do zore" 3:29
6. "Zamisli život u ritmu muzike za ples" 3:32
7. "Srce na cesti" 4:01
8. "Moderna djevojka 3:46
9. "Dijete ulice" 2:42
10. "Na morskome plavom žalu" 3:20
11. "Uhvati vjetar" 3:49
12. "Sjećam se prvog poljupca" 4:57
13. "Valovi" 3:45
14. "Dom"	4:17
15. "Mi nismo sami" 3:54
16. "Dobre vibracije" 3:08
17. "Neprilagođen" 3:55
18. "Nježno, nježno, nježnije" 3:01
19. "Boje su u nama" 3:48
20. "Doći ću ti u snovima" 3:54
21. "Ljubav je zakon" 3:26

## Izvođači
- Jura Stublić - prvi vokal
- Adam Žvigač - bas-gitara
- Ante Pecotić - bas-gitara
- Bojan Goričan - klavijature
- Branko Hromatko - bubnjevi
- Dario Kumerle - bas-gitara
- Deni Kožić - gitara
- Dražen Šolc - bubnjevi
- Goran Rakčević - bubnjevi
- Jurij Novoselić - saksofon
- Marino Pelajić - bas-gitara
- Mario Zidar - gitara
- Mladen Juričić - gitara
- Ivan Piko Stančić - bubnjevi
- Robert Krkač - gitara
- Vjekoslav Magdalenić - klavijature
- Željko Turčinović - bubnjevi

### Produkcija
- Producenti - Davorin Ilić (skladbe: 5, 9), Jurislav Stublić (skladbe: 1, 2, 5, 7, 9 do 11, 13, 15, 16, 18, 20, 21), Lazo Ristovski (skladba: 21), Marijan Brkić  (skladbe: 1, 2, 10), Nikša Bratoš  (skladbe: 3, 4, 6, 8, 12, 14, 17, 19), Tihomir Varga  (skladba: 15)
- Autor - Jurislav Stublić (skladbe: 1 do 3, 5 do 9, 12 do 21)
- Aranžer - Nikša Bratoš (skladbe: 3, 4, 6, 8, 12, 14, 17, 19)
- Obrada - Jurislav Stublić
- Master - Davorin Ilić, Marijan Brkić
- Fotografija - Mario Krištofić

## Vanjske poveznice
- Discogs - Recenzija albuma